# Fabián Orellana
Fabián Ariel Orellana Valenzuela (27 de gener de 1986) és un futbolista professional xilè que juga com a extrem dret al Club Deportivo Universidad Católica. És també internacional amb la selecció del seu país.